# You Oughta Know
«You Oughta Know» es una canción de Alanis Morissette perteneciente a su tercer álbum Jagged Little Pill. Fue el primer sencillo lanzado internacionalmente por la artista y el cual la catapultó a la fama. Fue publicado el 7 de julio de 1995.
Esta canción tuvo colaboración por parte de los músicos Flea y Dave Navarro, ambos miembros de la banda Red Hot Chili Peppers en ese año, los músicos contribuyeron con el bajo y la guitarra respectivamente.
En 2020, según la lista de las 500 mejores canciones de todos los tiempos de la revista Rolling Stone, «You Oughta Know» se encuentra en el puesto 103.

## Recepción
La canción alcanzó el número uno en el Modern Rock Tracks del Billboard en los EE. UU. además de alcanzar el número trece de la tabla del Billboard Hot 100 Airplay y los diez primeros en la tabla Top 40 Mainstream. Se ubicó en el número cuatro en Australia y el número veintidós en el Reino Unido.

## Letra
«You Oughta Know» está dedicada a su exnovio Dave Coulier, y en ella muestra su rabia por el comportamiento de su ex, que rápidamente la olvidó y se fue con otra, citando frases como: "¿Sabe ella que me dijiste que me abrazarías hasta que murieras? Pues todavía estás vivo".
Cuando Morissette realizó una nueva versión acústica del tema 10 años después en el álbum Jagged Little Pill Acoustic, mencionó lo siguiente: 

"Cuando escucho ahora esta canción, sólo siento compasión hacia aquella parte de mí que reaccionó de aquella forma, tomándome su abandono de esa manera tan personal. Esto es algo que noto conforme me hago mayor, y es que me tomo las cosas de forma menos personal. Pero cuando tenía diecinueve años sentía que el hecho de que alguien me dejase me convertía en una persona despreciable, horrible, sin futuro y sin valor. Estaba realmente hundida. Eso es lo que veo cuando escucho o canto esta canción".

## Vídeo musical
El vídeo muestra a Alanis interprentando la canción en un desierto junto con su banda.

## Lista de canciones
1. «You Oughta Know» (The Jimmy the Saint clean version)
2. «You Oughta Know» (The Jimmy the Saint Blend)
3. «Perfect» (versión acústica)

## Posicionamiento
| Listas (1995)                         | Posicionamiento |
| ------------------------------------- | --------------- |
| Australian ARIA Singles Chart         | 4               |
| Canadian Singles Chart                | 20              |
| UK Singles Chart                      | 24              |
| U.S. Billboard Hot 100 Airplay        | 13              |
| U.S. Billboard Modern Rock Tracks     | 1               |
| U.S. Billboard Mainstream Rock Tracks | 3               |
| U.S. Billboard Top 40 Mainstream      | 7               |
| Listas (1996)                         | Posicionamiento |
| U.S. Billboard Hot 1001               | 6               |

## Versiones
- Las cantantes Beyoncé y Britney Spears incluyeron el cover de "You Oughta Know" en su giras de 2009, I Am... Tour y The Circus Starring: Britney Spears respectivamente.
- En 2010, Corey TuT grabó Trent Reznor una inspirada versión de Cover Me.
- The Killing Moon realizó una versión alternativa de la compilación cover de Punk Goes 90's.
- Narsha de grupo de chicas de pop surcoreana Brown Eyed Girls interpretó la canción en el 2010 MBC Gayo Daejun (2010 MBC Music Festival).
- Uno de los participantes de la décima temporada de American Idol, Haley Reinhart interpretó "You Oughta Know" cuando yo estaba en el Top 3 del programa.
- Georgia Murray y su banda se presentó una versión de "You Oughta Know" en dos episodios de Cover Me Canada.
- La segunda temporada de The Glee Project tuvieron que interpretar la canción en el episodio 5.
- El episodio de 2013 de How I Met Your Mother, "P.S. I Love You" presentó ficción de 1990 canadienses pop star "Robin Sparkles" cantando una canción parodiando "You Oughta Know" en el estilo musical. Dave Coulier incluso hizo un cameo, al comentar el tema de la canción, diciendo: "It wasn't me. Why does everyone always think it's me!?" (en español: "No he sido yo. ¿Por qué todo el mundo siempre piensa que soy yo?")
- La integrante de Little Mix Perrie Edwards interpretó la canción en su audición para la octava temporada de The X Factor UK
- La banda mexicana The Warning interpretó la canción en el programa musical de la televisión francesa Taratata[7] el 20 de diciembre de 2024.